# 大刺突吻鱈
大刺突吻鱈，為輻鰭魚綱鱈形目鼠尾鱈科的其中一種，分布於北太平洋白令海海域，屬深海底棲性魚類，深度可達1248公尺，棲息在底層水域，生活習性不明。

## 扩展阅读
維基物種上的相關：大刺突吻鱈